# Carea pallida
Carea pallida är en fjärilsart som beskrevs av George Francis Hampson 1905. Carea pallida ingår i släktet Carea och familjen trågspinnare. Inga underarter finns listade i Catalogue of Life.